# Eskdale, Utah
Eskdale és una petita comunitat no incorporada situada a l'oest del comtat de Millard, en l'estat d'Utah, als Estats Units, just a l'est de la frontera amb Nevada. És una comunitat agrícola. Eskdale va ser fundada en 1955 com una comunitat religiosa anomenada la casa d'Aaron. El nom del poble prové del riu Esk, situat a Escòcia. En el llogaret es troba una escola secundària que atén les comunitats d'Eskdale, Garrison, Bubank i Baker, així com altres poblacions de la zona de Snake Valley. Eskdale és una comunitat coneguda pels seus productes làctics.